# Roberto Acosta
Roberto Acosta – panamski bokser, brązowy medalista Igrzysk Ameryki Środkowej i Karaibów z roku 1935.